# Jörmungandr
Trong Thần thoại Bắc Âu, Jörmungandr (tiếng Bắc Âu cổ: Jǫrmungandr, phiên âm: ˈjɔrmunˌɡandr̥, tạm dịch là "con mãng khủng") hoặc Miðgarðsormr (tạm dịch là Mãng xà trần gian) là một con mãng khổng lồ chuyên sống ở nơi trũng sâu.

## Đặc điểm
Trong thần thoại Bắc Âu, Jǫrmungandr được cho là con thứ của khổng nhân Angrboða với thần Loki, nhưng cũng có truyền thuyết dân gian Iceland cho là loài rết biển sống lâu mà thành tinh.
Trong các bài ca dao tối cổ, Jörmungandr xuất hiện trong lời kể lúc ngà say của thần Thor - nhân vật có thói quen phiêu lưu khắp hải dương để săn các quái vật. Sở dĩ trong chư thần, Thor nhớ rõ nó nhất vì ngài có ít nhất 8 lần chạm trán nó bằng cái lưới sắt, nhưng thường là thất bại vì con quái này rất hung hãn và da trơn láng.
Jörmungandr có đặc điểm khá tương đồng con xi vẫn trong văn hóa Á Đông, có lẽ là sự hình tượng hóa những vũng nước xoáy ở biển. Theo lời thần Thor trong một huyền ca, Jörmungandr có sống lưng thẳng và lắm gai nhọn, đầu hơi giống gấu rừng nhưng thân cá chình, da và vảy tuy trơn láng nhưng cực sắc. Vì thế, Thor phải rèn một cái lưới sắt nung 999 ngày, lại dùng mỏ neo làm móc câu và cái đầu bò làm mồi, mới khả dĩ tóm được nó. Tuy nhiên, Jörmungandr là con vật khôn lanh nên không ít lần quẫy tung lưới mà thoát, và điều này khiến Thor rất bực mình.
Ở các bản truyện hậu kỳ trung đại, hình tượng Jörmungandr thường gắn với những chiến tích oai hùng của các nhân vật tráng sĩ ở thời kỳ Ragnarök.

## Lịch sử
Theo như văn xuôi Edda, Odin đã bắt ba đứa con của Loki là chó sói Fenrir, Jörmungandr và nữ thần địa ngục Hel. Jörmungandr bị ném xuống đại dương bao quanh Midgard. Con mãng xà lớn đến mức nó cuốn quanh cả thế giới và ngậm được cái đuôi nó. Khi nó trở mình thế giới sẽ lụi tàn. Kẻ thù lớn nhất của Mãng xà trần gian là thần Thor.
Trong Ragnarök (chương cuối của thần thoại Bắc Âu), trước ngày tận thế, Thor và Jörmungandr đã có trận tử chiến cuối cùng. Thor bị Jörmungandr cuốn chặt nhưng với chiếc đai lưng phép thuật, Thor lật ngược được tình thế và vung nhát búa chí mạng giết chết Jörmungandr. Tuy nhiên máu từ vết thương của Jörmungandr là chất kịch độc, Thor chỉ đi được 9 bước thì chết. Jörmungandr đại diện cho sự hỗn loạn còn Thor là hiện thân của trật tự. Trật tự và hỗn loạn luôn xung khắc và tự tiêu diệt lẫn nhau trong thời khắc tận thế là ý nghĩa của câu chuyện trong thần thoại Bắc Âu.

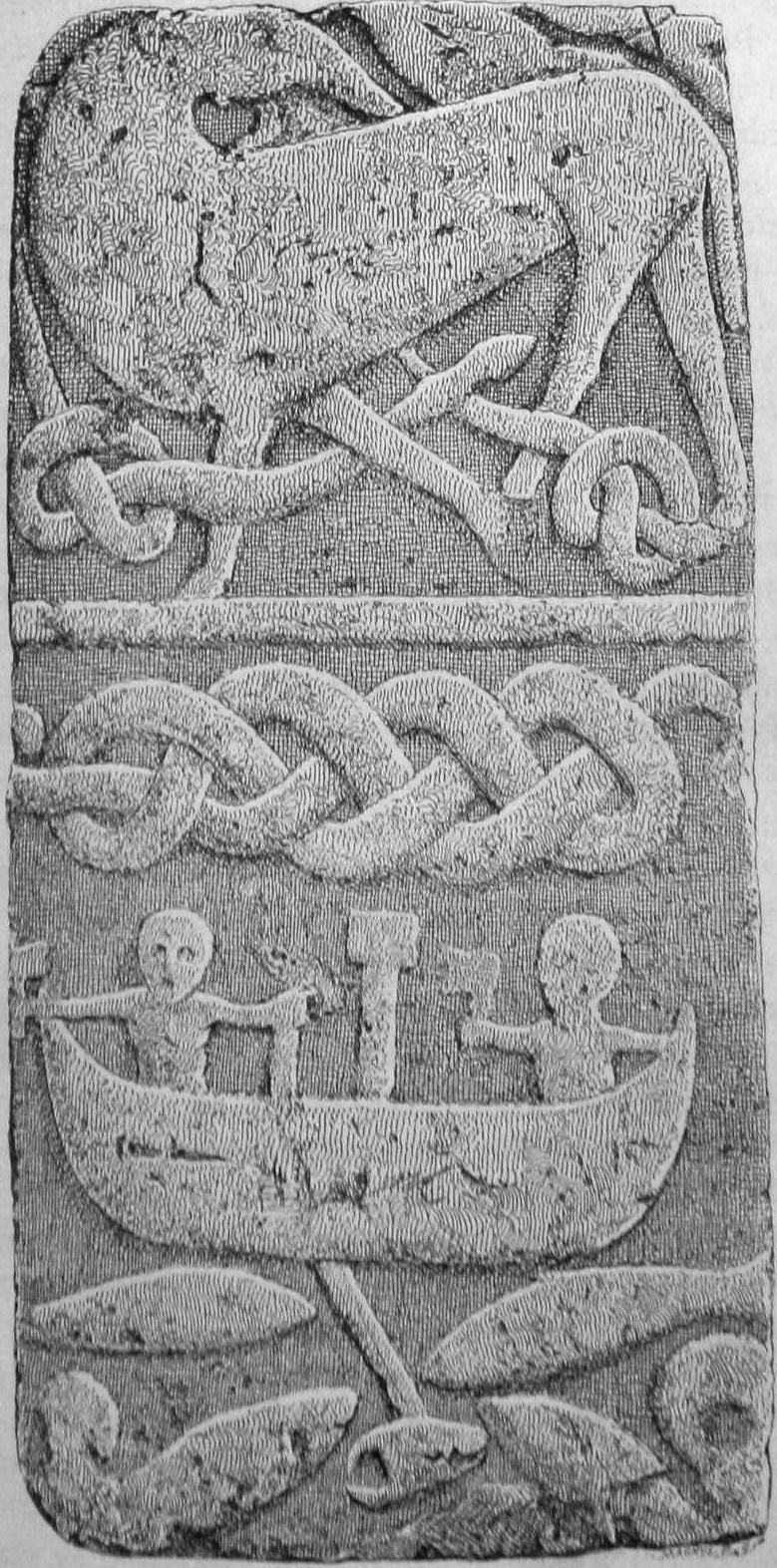
Trận quyết đấu của Thor và Jǫrmungandr thời Ragnarök
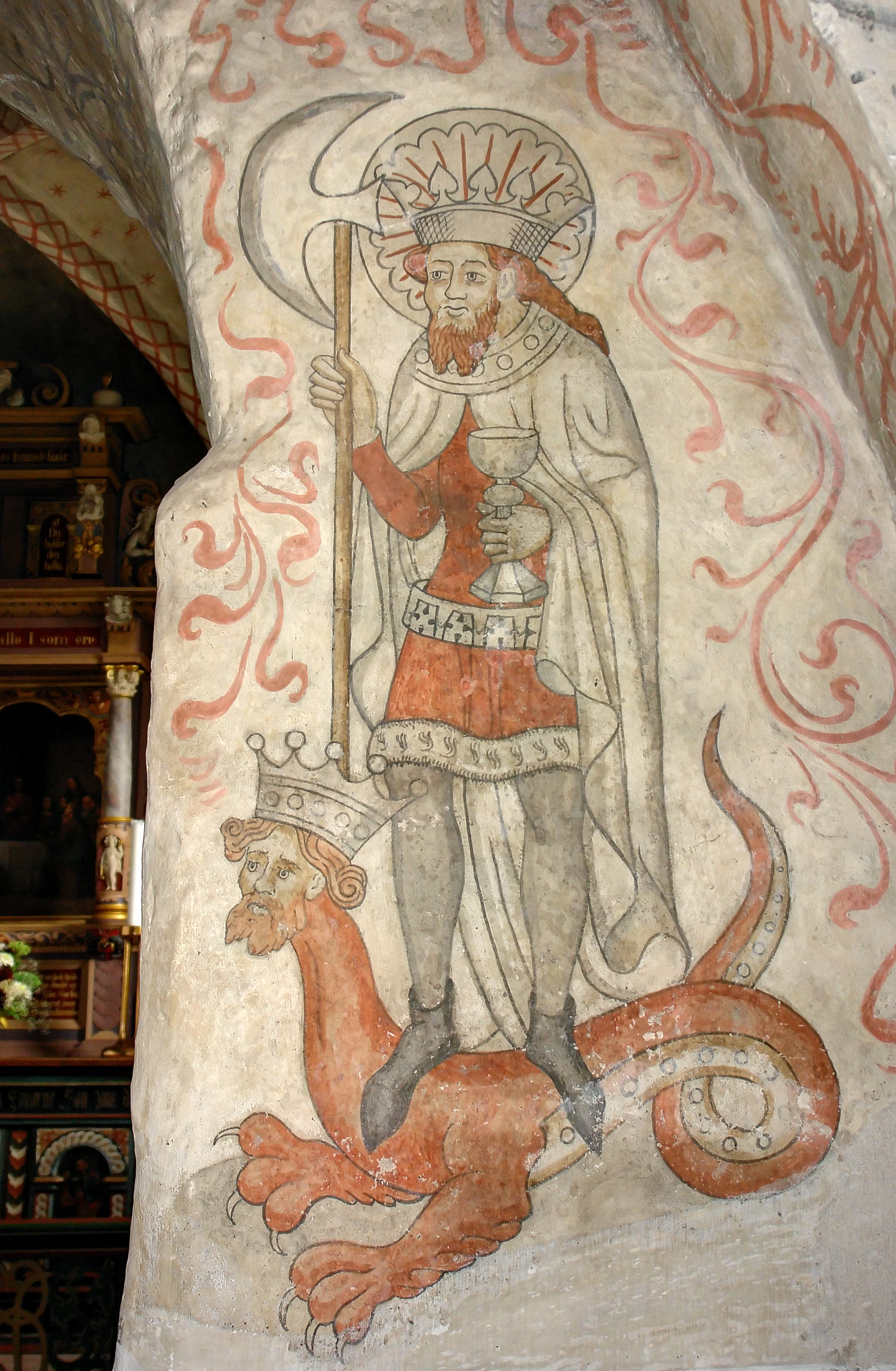
Thor và Jǫrmungandr thời Ragnarök
Thor và Jǫrmungandr
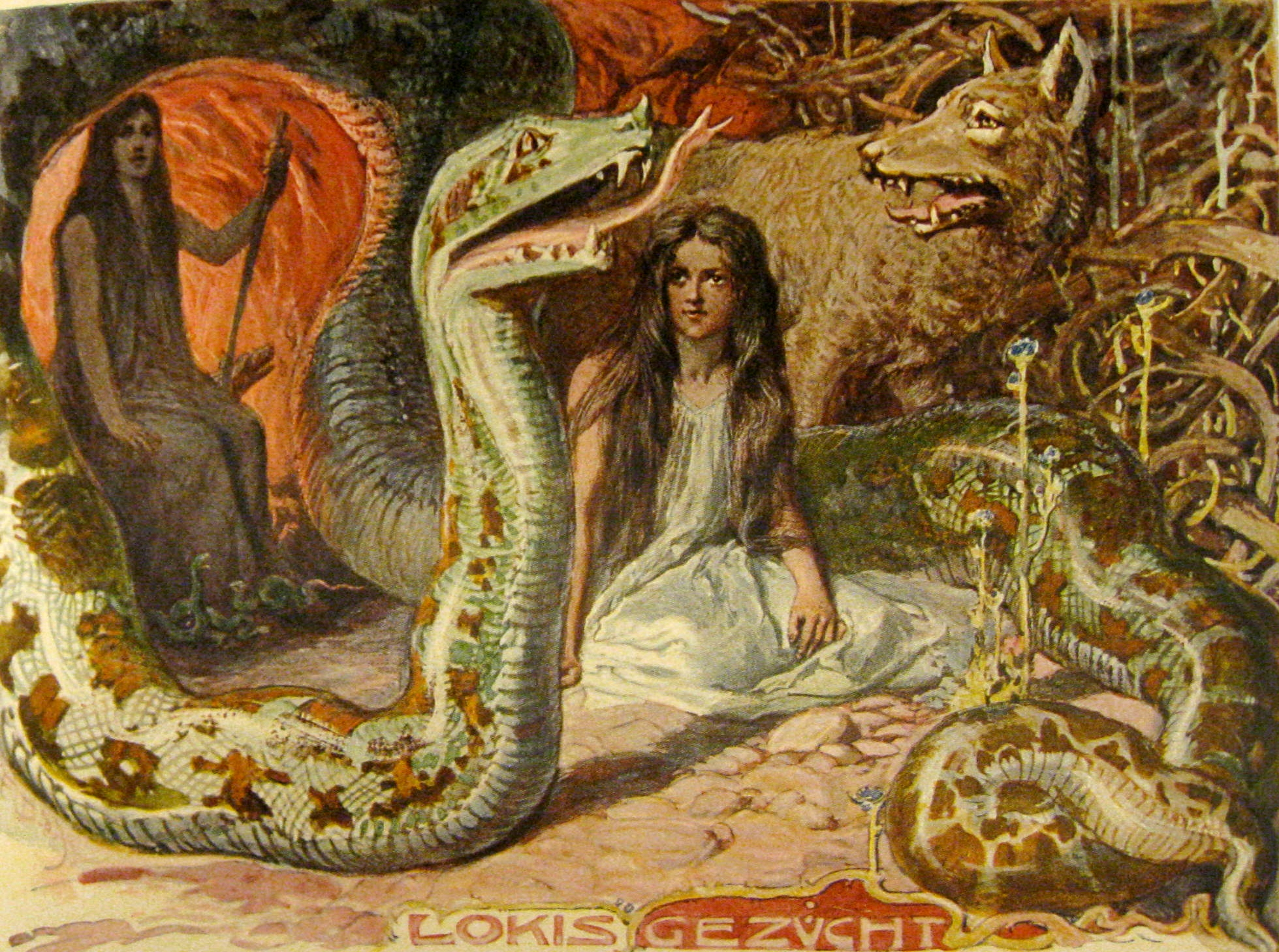
Ba con của Loki: nữ thần chết Hel, chó sói Fenrir và mãng xà Jǫrmungandr

Nguồn tư liệu chính về Jörmungandr là văn xuôi Edda, Húsdrápa, Hymiskviða, và Völuspá. Những nguồn tư liệu kém quan trọng hơn bao gồm những hoán dụ trong thơ ca. Ví dụ trong Þórsdrápa, "cha của sợi dây dưới biển" được dùng làm hoán dụ tả Loki. Ngoài ra còn có những hình khắc trên đá từ thời cổ xưa.
Trong một câu chuyện khác của thần thoại Bắc Âu, có một lần vua của người lùn Útgarða-Loki vốn ghen ghét với Thor và sắp đặt một kế hoạch sỉ nhục anh. Útgarða-Loki đã thách thức Thor thực hiện 3 thử thách bao gồm: uống cạn rượu trong 1 cái sừng trâu, nhấc được chân của con mèo khổng lồ và đấu vật với một bà lão. Thor đều thất bại trước ba thử thách và trở thành trò cười. Vua Útgarða-Loki sau đó giải thích rằng sừng trâu được gắn với biển cả, con mèo lớn chính là Mãng xà Jörmungandr và bà lão là hiện thân của tuổi già. Đương nhiên Thor không thể uống cạn đại dương, nhấc được rắn Jörmungandr và chống lại tuổi già được.

## Văn hóa
Trong kiến trúc Âu châu cổ điển, huyền thoại Jǫrmungandr thường được chạm ở giao điểm trần và cột hoặc cột và sàn công thự để biểu thị vũ trụ. Hình tượng này về sau được tích hợp với Ouroboros trong văn hóa gốc từ Hi Lạp để biểu hiện cái vô cùng.

### Tư liệu
- Fee, Christopher R.; Leeming, David A. (2001). Gods, Heroes, & Kings: The Battle for Mythic Britain. Oxford University Press. tr. 36. ISBN 0-19-513479-6.
- Sørensen, Preben M. (2002). "Þorr's Fishing Expedition (Hymiskviða)". Trong Acker, Paul; Larrington, Carolyne (biên tập). The Poetic Edda: Essays on Old Norse Mythology. Williams, Kirsten (trans.). Routledge. tr. 119–138. ISBN 0-8153-1660-7.
- Snorri Sturluson; Brodeur, Arthur Gilchrist (transl.) (1916). Prose Edda. The American-Scandinavian Foundation.